# Eublemma almaviva
Eublemma almaviva là một loài bướm đêm trong họ Erebidae.